# Кампаньян
Кампанья (порт. Campanhã) — район (фрегезия) в Португалии, входит в округ Порту. Является составной частью муниципалитета Порту. Находится в составе крупной городской агломерации Большой Порту.

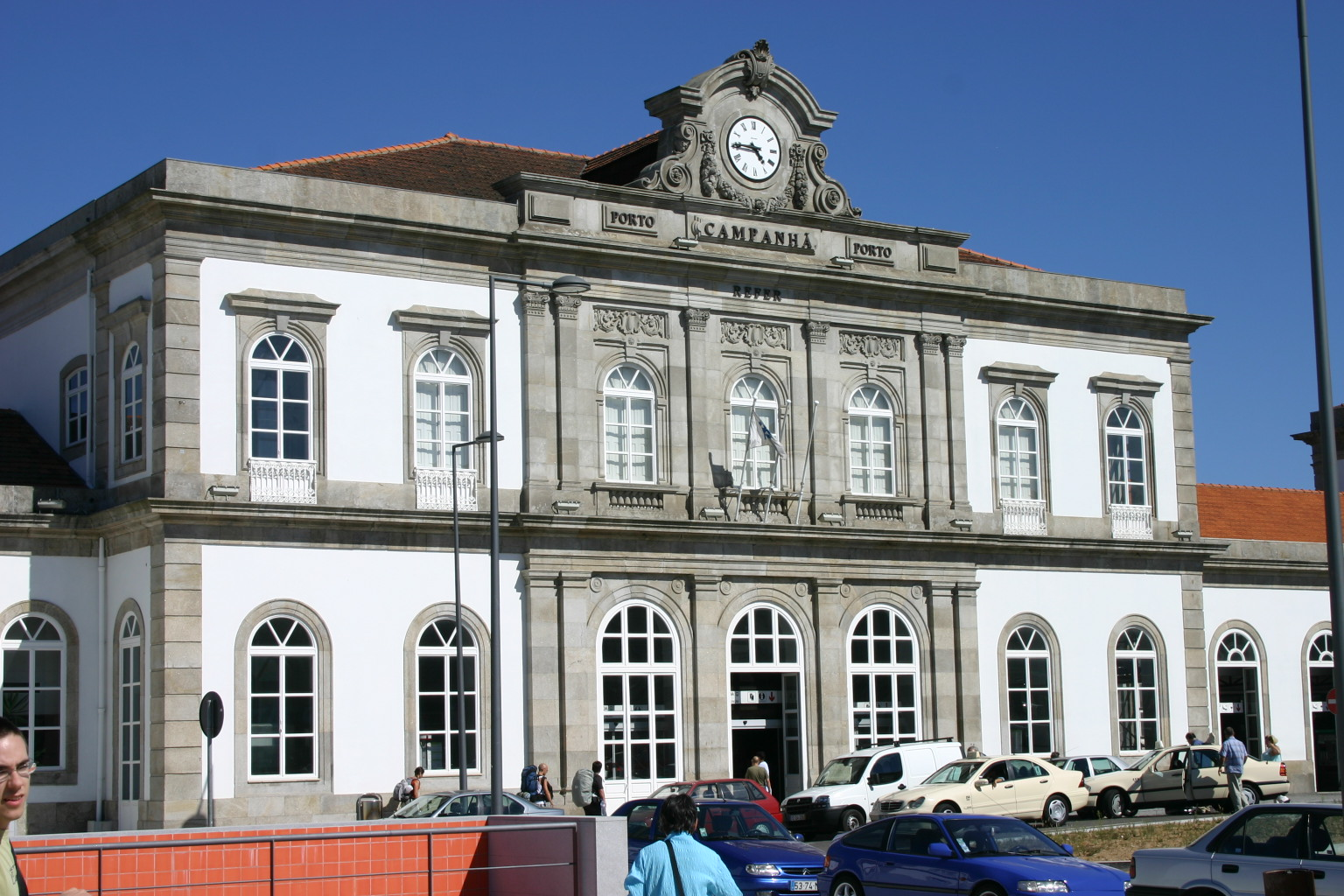
Вокзал

По старому административному делению входил в провинцию Дору-Литорал. Входит в экономико-статистический субрегион Большой Порту, который входит в Северный регион. Население составляет 38 757 человек на 2001 год. Занимает площадь 8,13 км².
Покровителем района считается Дева Мария (порт. Nossa Senhora de Campanhã).
В последней четверти XX века были обустроены и в настоящее время успешно функционируют кампусы Университета штата Минас-Жерайс — третьего по величине ВУЗа штата.